# Great Staughton
Great Staughton – wieś w Anglii, w hrabstwie Cambridgeshire, w dystrykcie Huntingdonshire. Leży 32 km na zachód od miasta Cambridge i 86 km na północ od Londynu.